# Den vilda roboten
Den vilda roboten (engelska: The Wild Robot) är en amerikansk datoranimerad familjefilm från 2024, producerad av Dreamworks Animation. Filmen är regisserad av Chris Sanders, som även skrivit manus. Den är baserad på Peter Browns barnbok The Wild Robot.
Filmen hade biopremiär i Sverige den 25 oktober 2024, utgiven av Universal Pictures.

## Handling
Filmen kretsar kring en robot, Rozzum-enhet 7134, förkortad Roz som blir skeppsbruten på en öde ö. Här måste den lära sig att anpassa sig till de hårda omgivningarna.

## Rollista (i urval)
| Roll                | Originalröster   | Svenska röster       |
| ------------------- | ---------------- | -------------------- |
| Roz                 | Lupita Nyong'o   | Mary N'diaye         |
| Fink                | Pedro Pascal     | Vilhelm Blomgren     |
| Ljusnäbb, som liten | Boone Storme     | Jack Ekman Regenholz |
| Ljusnäbb, som vuxen | Kit Connor       | Adrian Macéus        |
| Skärsvans           | Catherine O'Hara | Lia Boysen           |
| Langhals            | Bill Nighy       | Claes Ljungmark      |
| Vontra              | Stephanie Hsu    | Lisette Pagler       |
| Stortand            | Matt Berry       | Johan Glans          |
| Thorn               | Mark Hamill      | Peter Hallström      |
| Thunderbolt         | Ving Rhames      | Sanjin Kljucanin     |

Övriga röster – Sam Herrgård, Benjamin Tesfazion, Ejke Blomberg, Jakob Barsoum, Dina Lind Khansari, Linda Blomgren, Melker Duberg, Bengt Järnblad, Minna Cardenas, Matilda Smedius, Annie Ähdel, Anton Olofson Raeder, Mikael Regenholz, David Alvefjord, Doreen Månsson,  Vendela Tidermark Nelson, Ida Hallquist
Sång - Ida Hallquist
- Dialogregissör – Daniel Sjöberg
- Översättning – Robert Cronholt
- Inspelningstekniker – Rickard Engborg
- Projektledare – Chaya Mandoki Jegéus
- Ansvarig utgivare – Rikard Eriksson / United International Pictures AB
- Svensk version producerad av Eurotroll  AB